# 南北朝故事新编
《南北朝故事新编》是中国作家马舒编著的一部关于南北朝历史的通俗历史读物。内容包括从刘裕代晋到隋朝灭陈共178个历史故事。接续在文革中的去世的林汉达所著的《故事新编》系列（《东周列国故事新编》《前后汉故事新编》《三国故事》），1988年6月，由齐鲁书社首次出版，之前有《西晋故事新编》《东晋故事新编》（中华书局出版），其后又有《隋朝故事新编》。